# Xiang Jingyu
Xiang Jingyu (xinès simplificat: 向警予, pinyin: Xiàng Jǐngyǔ; Xupu, 1895 - Wuhan, 1928) fou una política i activista xinesa. Va ser una de las primeres dones membres del Partit Comunista Xinès, primera dona membre Comitè Central del Partit Comunista Xinès i pionera del moviment feminista a la Xina.

## Biografia
Xiang Jingyu, nascuda com Xiang Junxian, va néixer a finals de la dinastia Qing, el 4 de setembre de 1895 a Xupu, província de Hunan (Xina), de família benestant d'ètnia dels Tujies. L'any 1912, va ser admesa a l'escola normal de noies número 1 de la provincia de Hunan on va obtenir excel·lents notes. Dos anys més tard, va ser transferida a l'escola de noies de Zhounan i va canviar el seu nom a Xiang Jingyu. A l'escola va conèixer futurs líders i activistes, com Cai Chang, i a través d'ella, a Cai Hesen i Mao Zedong. Després de graduar-se,va tornar a la seva ciutat natal i va fundar i dirigir Xupu Girl's School.
El 1919 es va unir a 新民学会 - Societat Xinmin - (New People's Society) juntament amb Mao Zedong i Cai Hesen. Aquest any Xiang i Cai Hesen, amb qui més tard s'hi casaria a França (germà de Cai Chang), amb un grup de noranta estudiants van viatjar a Montargis. (França), en un programa d'estudis i treball. Durant la seva estada a França, treballava a temps parcial durant el dia i estudia francès de nit, va ser durant la seva estada a França que va consolidar la seva creença en el comunisme i va passar de ser una defensora de la democràcia a una lluitadora comunista.  
Xiang va tornar a la Xina a finals de 1921, es va unir al Partit Comunista de la Xina a principis de 1922 i va començar a liderar el primer moviment de dones proletàries a la Xina. Va redactar i publicar molts documents importants, sobre el moviment d'alliberament de les dones.
El 1922 es va convertir en membre del Partit Comunista i després del 2n Congrés Nacional del Partit Comunista de la Xina, el juliol de 1922, el Comitè Central del partit va nomenar Xiang com a primera directora de l'Oficina de Dones Comunistes Xineses i la primera dona membre del Comitè Central.
El 1924, va participar directament i va dirigir les vagues a la fàbrica de seda de Zhabei i a la fàbrica de tabac Nanyang a Xangai. El maig de 1925, va ser nomenada directora del Departament de Dones del Comitè Central del PCX i va ser escollida com a membre del Quart Buró Central del PCX. Després de la massacre del 30 de maig, Xiang Jingyu va liderar el cercle de dones de Xangai.
L'octubre de 1925, Xiang i Cai van anar a Moscou per estudiar a la Universitat Comunista dels Treballadors de l'Est. Va tornar a la Xina el 1927 i va treballar al Departament de Propaganda del Comitè Municipal del Partit a Hankou i al Departament de Propaganda de la Federació Municipal de Sindicats. Durant la confrontació entre els nacionalistes de Chiang Kai-shek i els comunistes, Xiang va decidir anar a Wuhan i treballar al Departament de Propaganda de la Federació de Sindicats. Malgrat que Wuhan estava sota l'administració de Wang Jingwe i que van expulsar els comunistes, Independentment del perill, Xiang es va quedar a la ciutat editant la revista del partit i ajudant el moviment obrer i el partit clandestí. Va ser arrestada per la policia, a la concessió francesa el 20 de març de 1928 a causa de la traïció de membres del seu grup. Els funcionaris francesos la van lliurar al govern nacionalista a l'abril. El primer de maig del mateix any, Xiang va ser afusellada per la policia.
Va morir el 1928 amb només 33 anys. El 1939 a Yan'an per commemorar la Conferència del Dia de la Dona del 8 de març, Mao Zedong va valorar la vida de Xiang Jingyu en el seu discurs. Va dir: "Hem d'aprendre de Xiang Jingyu, una líder model i membre del Partit Comunista que va morir durant la Gran Revolució. Va lluitar per l'alliberament de les dones, l'alliberament del poble treballador i la causa del comunisme tota la seva vida. ."
La vida de Xiang s'ha portat al cinema en la pel·lícula de l'any 2021, 向警予 (Xiang Jing Yu) dirigida per Liu Yi Ran i protagonitzada per Sophia Hu en el paper de Xiang i Sui Yong Liang en el paper de Cai Hesen.